# Dugo Selo
Dugo Selo este un oraș în cantonul Zagreb, Croația, având o populație de 17.466 de locuitori (2011).

## Demografie
Componența etnică a orașului Dugo Selo
     Croați (96,6%)
     Sârbi (1,01%)
     Necunoscut (0,3%)
     Neclasificat (1,76%)
Componența confesională a orașului Dugo Selo
     Catolici (93,35%)
     Fără religie și atei (2,49%)
     Ortodocși (1,22%)
     Necunoscută (1,33%)
     Alte religii (1,61%)
Conform recensământului din 2011, orașul Dugo Selo avea 17.466 de locuitori. Din punct de vedere etnic, majoritatea locuitorilor (96,6%) erau croați, cu o minoritate de sârbi (1,01%). Apartenența etnică nu este cunoscută în cazul a 0,3% din locuitori. Din punct de vedere confesional, majoritatea locuitorilor (93,35%) erau catolici, existând și minorități de persoane fără religie și atei (2,49%) și ortodocși (1,22%). Pentru 1,33% din locuitori nu este cunoscută apartenența confesională.